# Yuan Xinyue
Yuan Xinyue (xinès: 袁心玥; pinyin: Yuán Xīnyuè; 21 de desembre de 1996) és una jugadora de voleibol xinesa.
Juga en la posició d'atacant central. Forma part de la selecció femenina de voleibol de la Xina i juga per al Bayi Shenzhen des de 2014.
Amb 2,01 m, Yuan és la jugadora més alta en la història de l'equip xinès de voleibol femení. La seva impressionant avantatge d'alçada li permet tenir una presència formidable a la xarxa, i és considerada una de les jugadores clau de l'equip, juntament amb les seves companyes d'equip Zhu Ting i Zhang Changning.

## Trajectòria
Al 2016 va representar la Xina als Jocs Olímpics de Rio de Janeiro. L'equip va guanyar la seva tercera medalla d'or, després de les victòries el 1984 i 2004.

## Clubs
- Guangdong Evergrande (2013–14)
- Bayi (2014–)
- Jiangsu (2018) (de préstec)